# 金庾信

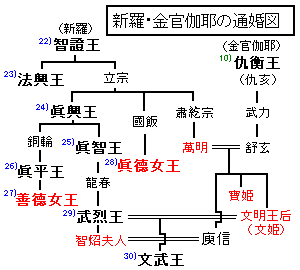

金庾信（キム・ユシン/クム・ユシン、きん ゆしん/こん ゆしん、595年 - 673年）は、三国時代の新羅の将軍。上大等。新羅の朝鮮半島統一に最大級の貢献をした。

## 家系
532年に新羅に併合された金官伽倻の王家の血を引いており、金庾信の妹が武烈王（金春秋）に嫁いで文明夫人となり、その長子が後の第30代の文武王となる。金庾信自身も後に武烈王の三女を智炤夫人として娶っており、新羅の王族ではなかったが王族との関係は親密であった。
『三国史記』金庾信列伝には、金庾信は首露王の後裔であり、その祖先は中国黄帝の子・少昊金天氏であり、それ故、金姓を名乗っていたとある。
- 父：金舒玄
- 母：萬明夫人（第24代国王 真興王の弟の金粛訖宗の娘。第26代国王 真平王の異父妹）
- 祖父(父方)：金武力（金官伽倻最後の王の仇衡王の子）
- 祖母(父方)：阿陽公主（第24代国王 真興王の娘）花郎世記に記載されている。実在ではない可能性もあり。
- 祖父(母方)：金粛訖宗（第24代国王 真興王の弟）
- 祖母(母方)：萬呼太后 金氏（第26代国王 真平王の母で、第27代国王 善徳女王の祖母）
- 弟：金欽純（第19代風月主）
- 妹：文明王后金氏（武烈王の王妃）
  - 甥：文武王 第30代国王
- 妹：金寶姫（武烈王の後宮）
- 大伯父：真興王
- 伯父：真平王
  - 従姉妹：善徳女王 第27代国王
  - 従姉妹：天明公主 武烈王の母
  - 従姉妹：善花公主 百済第30代武王の王妃。第31代義慈王の母
  - 従姉妹：天花公主
- 叔母：萬龍娘主（真平王と萬明夫人の異父妹。父は真興王の子の金貞粛。第12代風月主 菩利公の夫人）
  - 従弟：礼元公（第20代風月主）
  - 従妹：宝龍娘主（第21代風月主 善品の夫人。第30代国王 文武王の王妃の慈儀王后の母）
- 正室：英毛夫人（最初の夫人。美室の孫娘で、第11代風月主 夏宗の娘）
  - 長男：金三光
  - 長女：金晋光
  - 次女：金信光（文武王の後宮）
  - 三女：金酌光（真平王の子の宝路殿君夫人）
  - 四女：金令光
- 継室：瑜毛夫人
- 継室：智炤夫人（武烈王と文明王后の娘。実の姪にあたる）
  - 次男：金元述
  - 三男：金元貞
  - 四男：金長耳
  - 五男：金元望
- 夫人：天官女
  - 六男：金郡承
- 夫人：不詳
  - 七男：金施得
  - 養子：金官昌

## 生涯
伽耶王家の血を引く金舒玄と 第24代国王 真興王の弟の金粛訖宗の娘である萬明夫人を母にして生まれる。幼い頃の記述はない。
花郎の一人であった。
647年、毗曇の反乱が起こる中で死んだ善徳女王の死後、金春秋と共に真徳女王を立ててこれを補佐し、女王が死ぬと金春秋を武烈王として即位させた。新羅は648年に高句麗と百済の麗済同盟に対抗するために唐に救援を求める。660年、唐と共同で百済へ進軍し（唐・新羅の同盟）、黄山伐の戦いで百済の将軍階伯を激戦の末に破り、同年、百済を滅ぼした。その戦中、何度か蘇定方とトラブルを起こす。663年に白村江の戦いで倭と百済の残党勢力を排除した後、668年に高句麗に出兵し（唐の高句麗出兵）、高句麗も滅ぼした。
668年12月、文武王より太大角干の官位を贈られる。それまでの新羅の官位の最上階の大角干を上回る官位として設置されたものである。673年7月1日に79歳で死去したとき、文武王は嘆き悲しみ、帛1千匹と租2千石とを香典として下賜した。のちに興徳王（在位:826年 - 836年）の時代になって、＜興武大王＞に封じられた。

## 評価

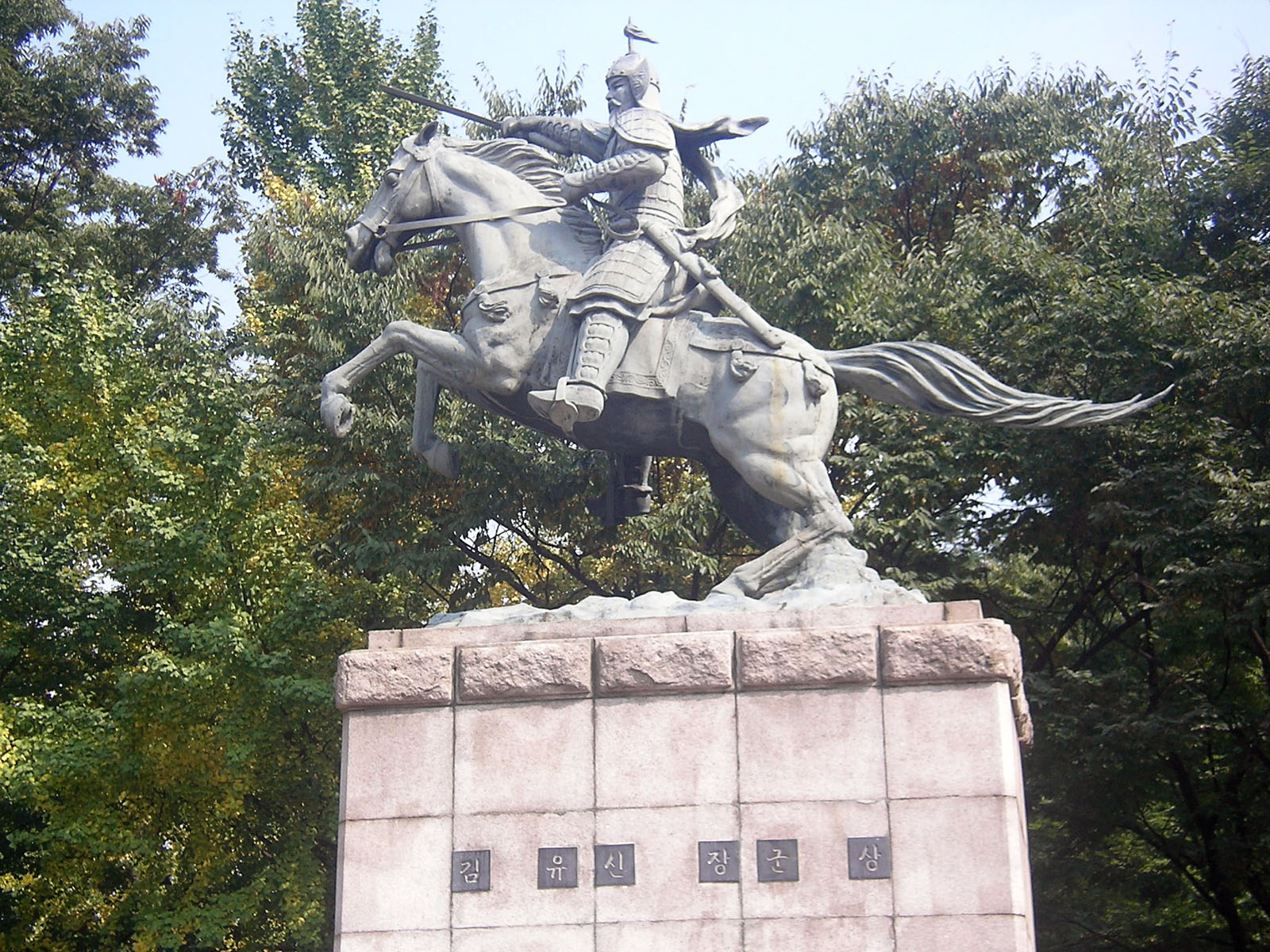
《金庾信将軍の像》 (ソウル、南山)

『三国史記』においては金庾信に伝記3巻（巻41~巻43）を割り当てているとともに、同伝の末尾では編者の金富軾が、乙支文徳の知略や張保皐の義勇を称えながらも金庾信の功名を図抜けたものと記しており、三国統一の功績を高く評価している。

## 金庾信を演じた人物
- イ・ジョンス（青年期）、ユン・スンウォン（壮年期）（淵蓋蘇文）
- キム・ユソク、ノ・ヨンハク（少年期） （大王の夢）
- オム・テウン、イ・ヒョヌ（少年期） （善徳女王）
- パク・ソンウン （階伯）
- ソ・インソク （三国記）